# الحرب الأهلية البيزنطية 1352-1357
```
الحرب الأهلية البيزنطية 1352-1357
 يمثل استمرار وانتهاء 
الصراع السابق
 الذي استمر من 1341-1347. وشارك فيها 
يوحنا الخامس باليولوج
 ضد اثنين من 
القانتاقوزنين
 (Kantakouzenos)، 
يوحنا السادس قانتاقوزن
 وابنه الأكبر 
متى قانتاقوزن
. أصبح يوحنا الخامس منتصرا بوصفه الإمبراطور الوحيد 
للإمبراطورية البيزنطية
، ولكن استئناف الحرب الأهلية أكمل الدمار من الصراع السابق، وترك الدولة البيزنطية في حالة خراب.
```